# جيمس فان فليت
جيمس فـان فليت هو سياسي أمريكي، ولد في 19 مارس 1892 في فورت لي في الولايات المتحدة، وتوفي في 23 سبتمبر 1992 في بولك سيتي في الولايات المتحدة.

## وصلات خارجية
- جيمس فـان فليت على موقع قاعة فلوريدا للمشاهير الرياضية (الإنجليزية)
- جيمس فـان فليت على موقع الموسوعة البريطانية (الإنجليزية)
- جيمس فـان فليت على موقع مونزينجر (الألمانية)